# Linda Manzanilla
Linda Rosa Manzanilla Naim (Nueva York, 25 de enero de 1951) es una arqueóloga, egiptóloga, investigadora y académica mexicana.  Investigadora titular del Instituto de Investigaciones Antropológicas de la Universidad Nacional Autónoma de México. En 2003 fue elegida miembro internacional de la Academia Nacional de Ciencias de Estados Unidos, siendo la primera mexicana en pertenecer a dicha institución. El 9 de abril de 2007, ingresó a El Colegio Nacional con el discurso Teotihuacan: la gran anomalía de Mesoamérica, el cual fue respondido por Miguel León-Portilla. Desde 2006 pertenece a la American Philosophical Society y también a la Academia de Ciencias de América Latina (ACAL). Es miembro del Sistema Nacional de Investigadores desde 1985, e Investigadora Nacional Emérita del Sistema Nacional de Investigadores desde 2021. Sus investigaciones han destacado por el enfoque interdisciplinario principalmente sobre Teotihuacán. 

## Estudios y docencia
En 1970 ingresó a la Escuela Nacional de Antropología e Historia (ENAH) en donde estudió la licenciatura en arqueología. Se desempeñó como ayudante de investigador en el Departamento de Prehistoria del Instituto Nacional de Antropología e Historia de 1972 a 1977. En 1979 obtuvo la maestría en ciencias antropológicas y se graduó obteniendo magna cum laude. Viajó a París para cursar el doctorado de tercer ciclo en egiptología de 1979 a 1982, en la Universidad de París IV (Sorbonne).
En 1983, ingresó como investigadora al Instituto de Investigaciones Antropológicas de la Universidad Nacional Autónoma de México (UNAM), del cual fue directora de 1998 a 2002. De 1975 a 2013 fue profesora de la Licenciatura en Arqueología de la Escuela Nacional de Antropología e Historia. Desde 1997 es profesora del Posgrado en Antropología de la UNAM, y de la Licenciatura en antropología de la UNAM desde 2017. Ha sido profesora visitante en la Universidad de Stanford en California.

## Investigaciones
Ha colaborado en excavaciones en Turquía, Egipto, Bolivia y Palestina.  Sus esfuerzos principales se han enfocado en las primeras ciudades, en la vida cotidiana de los habitantes de Teotihuacán, y sus conjuntos y espacios funcionalmente distintos (Xalla, Teopancazco, Oztoyahualco y los túneles al oriente de la Pirámide del Sol); en esta pirámide ha aplicado tecnología de punta como el detector de muones con Arturo Menchaca.
En la ciudad de Cobá, Quintana Roo, realizó investigaciones sobre la vida doméstica en los solares mayas del Clásico.

## Premios y distinciones
- Premio de Ciencias Sociales para investigadores menores de 40 años de la Academia de Investigación Científica (actual Academia Mexicana de Ciencias), en 1990.[5]
- Premio Alfonso Caso, a la mejor investigación arqueológica (coordinadora de la obra) por parte del Instituto Nacional de Antropología e Historia en 1994 por los dos volúmenes Anatomía de un conjunto residencial teotihuacano en Oztoyahualco.[6]
- Premio Antonio García Cubas al mérito editorial por el libro Prácticas funerarias en la ciudad de los dioses. Los enterramientos humanos de la antigua Teotihuacan (coordinadora de la obra con Carlos Serrano), editado por la Universidad Nacional Autónoma de México (UNAM) en 1999.
- La Mujer del Año 2003 junto con Ana María Cetto y Julieta Fierro, por el Patronato La Mujer del Año.[7]
- Premio Universidad Nacional de la Universidad Nacional Autónoma de México en 2003 en el área de Ciencias Sociales.[8][9]
- Doctorado honoris causa por la Universidad Nacional Autónoma de México en septiembre de 2010.[10]
- Premio Alfonso Caso, a la mejor investigación arqueológica (coordinadora de la obra) por parte del Instituto Nacional de Antropología e Historia en 2013 por el libro Estudios arqueométricos del centro de barrio de Teopancazco.[6]
- Premio de Investigación del Shanghai Archaeology Forum en 2015 por la investigación sobre la población multiétnica de Teotihuacán.[11]
- Premio Crónica en la categoría Academia por su trayectoria en 2016.[12]
- Doctorado honoris causa de la Universidad Nacional de San Cristóbal de Huamanga (Perú) en 2019.
- Premio Internacional de Arqueología (de la Revista Arqueología Iberoamericana, España) en 2021.[13]

## Publicaciones
Cuenta con más de 200 artículos de revistas y capítulos de libros especializados a nivel nacional e internacional. Ha sido autora de 4 libros, ha coordinado 28 obras colectivas y ha escrito más de 65 informes técnicos relacionados con las sociedades de Mesoamérica, Mesopotamia, Egipto y la región andina. Entre los más importantes se encuentran:
- La constitución de la sociedad urbana en Mesopotamia, libro publicado en 1986.
- Unidades habitacionales mesoamericanas y sus áreas de actividad, libro coordinado en 1986.
- Cobá, Quintana Roo. Análisis de dos unidades habitacionales mayas del Horizonte Clásico,  libro coordinado en 1987.
- Coloquio V. Gordon Childe. Estudios sobre la revolución neolítica y la revolución urbana, libro coordinado en 1988.
- Atlas histórico de Mesoamérica, libro coordinado con Leonardo López Luján en 1989.
- Akapana, una pirámide en el centro del mundo, libro publicado en 1992.
- Anatomía de un conjunto residencial teotihuacano en Oztoyahualco, libro coordinado en 1993.
- La arqueología, una visión científica del pasado del hombre, libro coordinado con Luis Barba en 1994.
- Emergence and Change in Early Urban Societies, libro coordinado en 1997.
- Prácticas funerarias en la ciudad de los dioses, libro coordinado con Carlos Serrano en 1999.
- Domestic Life in Prehispanic Capitals: specialization, hierachy and ethnicity, libro coordinado con Claude Chapdelaine en 2009.
- Producción artesanal y especializada en Mesoamérica: áreas de actividad y procesos productivos, libro coordinado con Kenneth Hirth en 2011.
- Estudios arqueométricos del centro de barrio de Teopancazco, libro coordinado en 2012.
- The Neighborhood as a Social and Spatial Unit in Mesoamerica, libro coordinado con Charlotte Arnauld y Michael Smith en 2012.
- Historia antigua de México, 4 volúmenes, serie de libros coordinada con Leonardo López Luján en 2014.
- Storage in Ancient Complex Societies. Administration, organization, and control, libro coordinado con Mitchell S Rothman en 2016.
- Teotihuacan, ciudad excepcional de Mesoamérica, libro publicado en 2017.
- Multiethnicity and Migration at Teopancazco. Investigations of a Teotihuacan Neighborhood Center, libro coordinado en 2017.
- Teopancazco como centro de barrio multiétnico de Teotihuacan, libro coordinado en 2018.
- El palacio de Xalla en Teotihuacan. Primer acercamiento, libro coordinado en 2019.
- La población del centro de barrio multiétnico de Teopancazco en Teotihuacan, libro coordinado en 2020.
- Las sedes del poder en Mesoamérica, libro coordinado en 2020.